# Municipio de Pennington
El municipio de Pennington (en inglés: Pennington Township) es un municipio ubicado en el condado de Bradley en el estado estadounidense de Arkansas. En el año 2010 tenía una población de 8415 habitantes y una densidad poblacional de 18,67 personas por km².

## Geografía
El municipio de Pennington se encuentra ubicado en las coordenadas 33°36′7″N 92°5′46″O / 33.60194, -92.09611. Según la Oficina del Censo de los Estados Unidos, el municipio tiene una superficie total de 450.83 km², de la cual 448,58 km² corresponden a tierra firme y (0,5 %) 2,25 km² es agua.

## Demografía
Según el censo de 2010, había 8415 personas residiendo en el municipio de Pennington. La densidad de población era de 18,67 hab./km². De los 8415 habitantes, el municipio de Pennington estaba compuesto por el 57,79 % blancos, el 30,8 % eran afroamericanos, el 0,26 % eran amerindios, el 0,24 % eran asiáticos, el 9,7 % eran de otras razas y el 1,21 % eran de una mezcla de razas. Del total de la población el 12,24 % eran hispanos o latinos de cualquier raza.